# Eogrus
Eogrus (Wetmore, 1934) va ser un gènere d'aus, actualment extint, dins la família Eogruidae i l'ordre gruiformes. Era una au terrestre i carnívora. L'espècie Eogrus aeola va ser la primera a ser descrita, per Wetmore, l'any 1934 sobre la base de fòssils de l'Eocè mitjà de la Mongòlia interior.

## Taxonomia
- Eogrus aeola
- Eogrus crudus
- Eogrus turanicus